# Осипова, Вера Николаевна

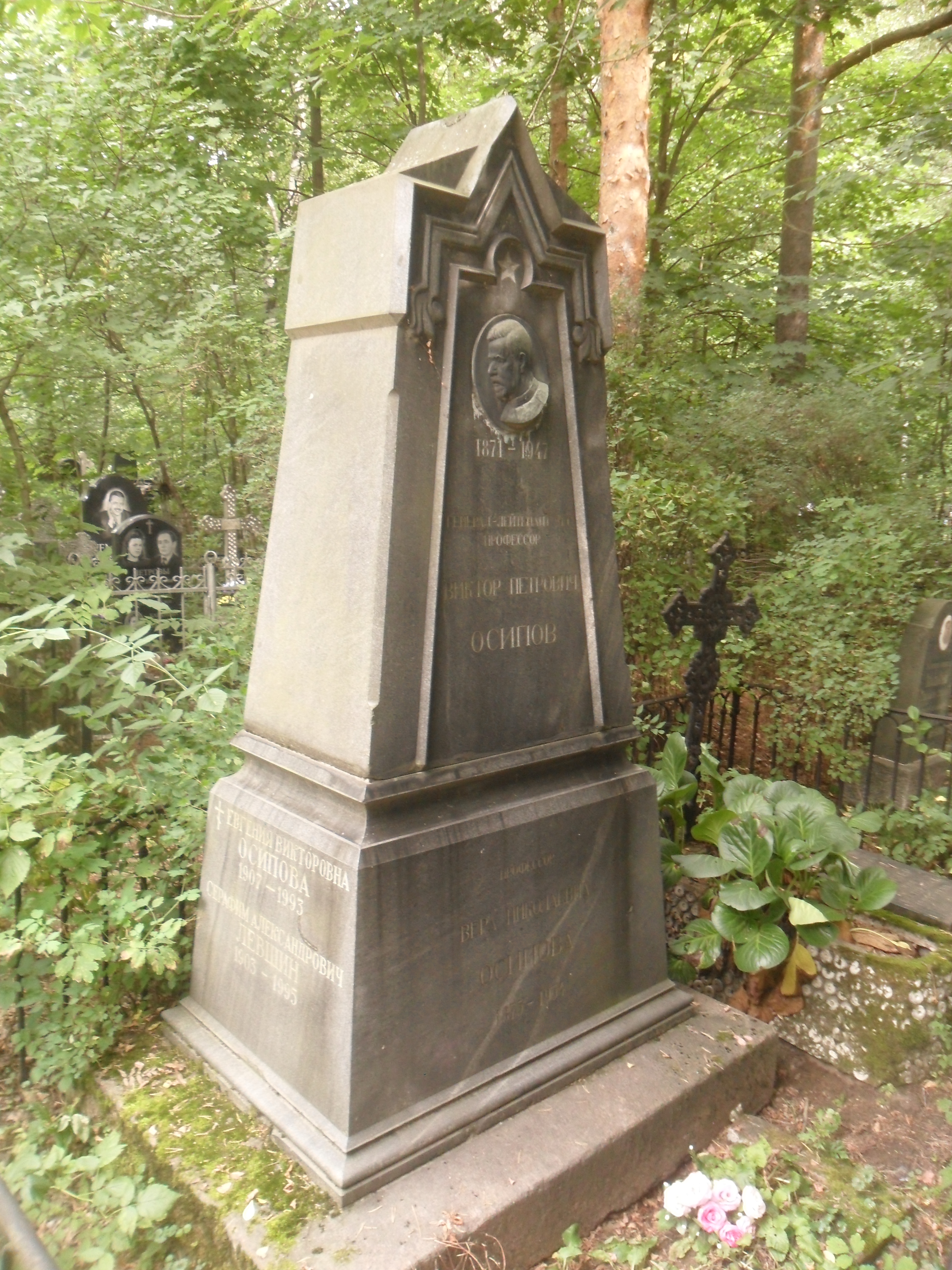
Могила Виктора Петровича и Веры Николаевны Осиповых

Вера Николаевна Осипова (1876—1954) — русский и советский врач и учёный-психолог и психофизиолог, доктор медицины (1914), доктор педагогических наук (1936), профессор (1940).

## Биография
Родилась 6 июля 1875 года в Тифлисе в семье фельдшера аптечного магазина Вукола Ефремовича Сухова и его жены — Марии Степановны Алексеенко.

### Образование
В 1891 году с отличием окончила Тифлисскую семилетнюю женскую гимназию Св. Нины. Восьмой класс окончила в следующем году в 1-й Тифлисской женской гимназии великой княгини Ольги Фёдоровны и была удостоена звания домашней наставницы, что позволило ей преподавать в школе. В 1895 году приехала в Санкт-Петербург и поступила на Бестужевские курсы, где занималась психологией у профессора А. И. Введенского. В 1897 году продолжила своё образование в только открытом Женском медицинском институте, который с отличием окончила в 1902 году со званием лекаря. В 1914 году сдала экзамены на степень доктора медицины, защитив диссертацию на тему «Влияние нервно-психического тона на скорость зрительных восприятий».

### Деятельность
Ещё во время учёбы в институте, Вера Николаевна начала заниматься в клинике нервных и душевных болезней, в лаборатории медицинской и экспериментальной психологии под руководством академика Владимира Михайловича Бехтерева, где проработала по 1906 год. В этот период времени она вышла замуж за ассистента Бехтерева в Женском медицинском институте — Виктора Петровича Осипова, и у них родились дочери: Вера (1902), Лена (1904), Нина (1905) и Женя (1907).
В 1906 году семья переехала в Казань, где В. П. Осипов стал профессором психиатрии Казанского университета, а Вера Николаевна начала работать в психофизиологической лаборатории при кафедре психиатрии университета, одновременно занимая место школьного врача при казанской 4-й женской гимназии. В Казани она была связана со многими общественными организациями. В 1915 году её муж был назначен профессором в Военну-медицинскую академию и семья снова вернулась в Петроград, где Вера Николаевна заняла место школьного врача в двух гимназиях и продолжила научную работу. После Октябрьской революции она работала врачом-психологом для трудных детей в Центральном распределительном пункте и помощницей заведующей лабораторией психологии детства в Центральном педагогическом музее (с 1933 года — Ленинградское отделение Центрального НИИ педагогики, в 1939 году был закрыт).
В 1920 году Бехтерев пригласил Веру Николаевну в организованный им два года назад Институт по изучению мозга — здесь она работала сначала лаборантом по разделу умственной гигиены, затем стала заведующей лабораторией психологии детства, впоследствии — профессором по разделу педологии. В течение ряда лет она руководила Аспирантской комиссией института в качестве её председателя. В Институте мозга В. Н. Осипова проработала более 25 лет. Она занималась проблемами педологии слепого ребёнка, и Всероссийское общество слепых избрало её своим почетным членом, а в 1933 году она стала действительным членом общества. В 1936 году Осиповой была присуждена ученая степень доктора педагогических наук за работы по экспериментальной психологии без защиты диссертации.
В 1940 году Вера Николаевна была утверждена в ученом звании профессора психологии. Она приглашалась для чтения лекций в известных вузах страны. Во время Советско-финляндской войны была председателем комиссии по проведению докладов и лекций в госпиталях города Ленинграда. В годы Великой Отечественной войны из Ленинграда была эвакуирована в Самарканд и работала в местной клинике. Вернувшись в Ленинград, заведовала отделом психологии Института мозга, а после его преобразования в 1948 году в Институт физиологии центральной нервной системы Академии медицинских наук СССР занимала должность старшего научного сотрудника в лаборатории сравнительной патологии, но в сентябре 1949 года была вынуждена оставить работу из-за болезни.
За время своей научной деятельности стала участницей международных врачебных съездов в Будапеште (1908) и Лондоне (1911), российских и Всесоюзных съездов по изучению поведения человека. Была награждена орденом Трудового Красного Знамени (1946) а также медалями «За оборону Ленинграда» (1942) и «За доблестный труд в Великой Отечественной войне 1941—1945 гг.» (1945).
Умерла 27 января 1954 года в Ленинграде и была похоронена на академической площадке Богословского кладбища рядом со своим мужем — Осиповым Виктором Петровичем.
В архивах Российской академии наук имеются документы, относящиеся к В. Н. Осиповой.